# マンションズ&ドラゴンズ
「マンションズ&ドラゴンズ」は、藤浪智之原作・佐々木亮作画による漫画作品。ワニブックス「月刊コミックガム」にて、2000年4月から2003年6月まで連載された。単行本は全6巻（新装版は全5巻）。
本項では、続編に当たる「ダークローダーズ 魔王のおしごと」についても併せて解説する。同じく月刊コミックガムにて、2004年6月から2006年8月まで連載された。単行本は全5巻。

## 概要
作者の佐々木にとって初のオリジナル長編作品である。テーブルトークRPG(TRPG)とコンピュータRPGの双方の要素が反映され、TRPG的な設定（冒険者の斡旋業や盗賊ギルドの存在）が出てくるかと思うと、主人公である「勇者」「魔王」といった古典的コンピュータRPGへのオマージュと思われる存在も登場する。漫画の主要な登場人物をプレイヤーキャラクターとしたTRPGのセッションが実際に行われており、ストーリーに直接反映している訳ではないが雰囲気はプレイの影響を受けているという。
勇者と魔族の戦いという設定が背景にあり、従来の勇者＝正義側を主体とした描写だけでなく、魔族＝悪役側の視点に立った展開も用意されている。しかし極端にシリアスな展開ではなく、ほんわかで微笑ましい展開とのバランスを保った作品となっている。
背景世界は「コトノハ」と表記されているが、これはこの世界で「世界」を意味する言葉の日本語訳であり、原語では「世界」と「言葉」が同じ単語であることを示している。

### だんじょん商店会 〜伝説の剣はじめました〜
1998年に発売されたプレイステーション用ゲームソフトの『だんじょん商店会』は、藤浪がゲームデザイン、佐々木がキャラクターデザインを担当している。背景世界名は明らかにされていないが、『マンションズ&ドラゴンズ』『ダークローダーズ』に似た世界観を持つ。「コトノハ通信」収録の小説で『ダークローダーズ』とクロスオーバーしている。
ファンタジーRPGの世界の「どこかの街」を舞台に、主人公の「サララ」は商人となる。「勇者」や「魔王候補生」といった様々な人達を相手に商売をしたり、そうした面々とダンジョンを冒険したりする内容となっている。

### マンションズ&ドラゴンズ
剣と魔法の世界「コトノハ」を舞台に、勇者志望の少女ナッツとその仲間達が繰り広げる冒険物語。
主に勇者側の視点から描かれている。ターフエッジという町にある下宿屋「勇者屋」を基点に、様々な世界へ向かう旅的な内容が多い。最終巻はそのまま「ダークローダーズ」に繋がる形で締めくくられている。
タイトルは世界初のRPG『ダンジョンズ&ドラゴンズ』(D&D)のパロディである。単行本の装丁は『D&D』のボックスシリーズの色に合わせて、1巻から順に赤・青・緑・黒・金（黄）になっている（6巻は該当するボックスが存在しないためか「白」になっている）。

### ダークローダーズ 魔王のおしごと
勇者ナッツに再び出会うため自分自身が魔王になることを決心した少年ユーシスと、勇者志望の少女メイが、冒険者のための店「魔王屋」を経営しつつ冒険を繰り広げる物語。
「マンションズ&ドラゴンズ」の逆で、主に魔軍（魔族）側の視点から描かれている。基本的に1話完結の内容で、ターフエッジにおけるユーシスと周りの人々のドタバタ劇が中心。

## 登場人物

### 主人公
ナッツ
『マンションズ&ドラゴンズ』の主人公。勇者見習いの女の子。「勇者屋」に下宿し、セツナの手回しでユーシス・ガンプ・デスバレイと共にパーティを組む（後にジーナも押しかける）。元勇者レッドの教えにより何事も“約束出来ない”を信条とする。普段は全身に重りを付け、目が見えにくくなる魔法の眼鏡を掛けているが、有事の際にはそれらを外し身軽になって敵を翻弄する。冒険を繰り広げる事でレベルアップを図っていたが、魔軍の襲撃で一時戦闘不能に追い込まれる等の事態に遭遇、復活するもさらなるレベルアップのためにユーシスらと離れる決意をする。
『ダークローダーズ 魔王のおしごと』では、ジーナと二人で魔王討伐修行の旅に出ていたが、ターフエッジの街に魔王の気配を感じて戻って来る。修行で身につけた魔王を倒すための剣技をもって、魔王見習いとなっていたユーシスに刃を向ける。
ユーシス
『マンドラ』のもう一人の主人公。神官見習いの青年。ターフエッジ神官大学の受験に向けて勉強中にナッツと出会う。実家は地方貴族で、神官大学にもコネで入学可能だったが、息苦しい家を出たいがために「勇者屋」へ下宿し自力での合格を目指している（但し既に何度も落ちている）。
序盤で手に入れた「死者の書」に見出されたことと、ナッツという「勇者」にとって自分は守るべき対象である「その他大勢」の内の一人でしかないと自覚した事で、自ら魔王となる契約を結び、いつかナッツの前に「記憶されるべき存在」として立ちはだかる事を誓う。
『ダークロ』では主人公。前魔王を見限り野に下った魔軍が100年ぶりに頂いた総大将ではあるが、魔王としてはレベル1であるため、また拠点を失って「勇者屋」に下宿する魔軍幹部の下宿料の支払い等のために、日々人々に苦しめられている魔物達からの依頼でクエストを行う「魔王屋」を開く。

### 「勇者屋」の人々
ガンプ
ライオン型獣人。「勇者屋」のコックも勤める戦士。かつて傭兵部隊に所属していたが、ある事件で仲間を失って以来、彼らとは距離を置いている（要請があれば出向く事もある）。いつかは傭兵仲間と共に料理屋を開くのが夢だったらしい。セツナに対してお互い淡い恋心を持つ様だが、別れた仲間達の事もあってか彼女とは微妙な距離を置いている。
デスバレイ
「勇者屋」に住む死霊使い（ネクロマンサー）。髑髏をぶら下げたフード付きマントに身を包んでおり誰も素顔を見た事がないが、口数は多く口調は明るい（但し話題は死体や死霊魔術の素晴らしさを説くものがほとんど）。ユーシスを「神官より死霊使いに向いている」と言ってしつこく勧誘する。
セツナ
「勇者屋」の美人女管理人。盲目だが、日々の生活には支障が無い。下宿料は彼女が仲介するクエストを受けることでも支払い可能で、中には「宿の掃除」などもある。
正体は「微睡（まどろみ）の竜」と呼ばれる美しい雌のドラゴン。かつて遭遇した先代「勇者」との約束を守り洞窟を守っていたが、財宝目的の領主が雇った傭兵部隊に襲われそうになった際、ガンプの助言で新しい洞窟に居を構え直す。しかし腕試しに訪れる人々の多さに閉口して、その洞窟の上に「勇者屋」を開く。その際にガンプに助けて貰った礼の一環として、彼の夢の手助けとしてコックとして雇用する（彼がクエスト等に出ている間は彼女が料理をしたりする場合もあるらしいが、人間用の食事を作るのは下手）。新しい住まいになる筈だった洞窟に住んでいた老齢のドラゴンに卵を託され、その卵が孵った後はその仔ドラゴンの世話もしている。ガンプに対しては助けて貰った恩義以上の想いを持つ様だが、ガンプの意地もあって作中ではその仲は特に進展せず。外見でなく気配で相手を識別するので、もはや「勇者」ではないレッドが本人だと判らず、いまだに「勇者」を待ち続けている。

### その他の人間
ジーナ
ターフエッジ神官大学の特待生の少女。泥酔したアルマダの失敗魔法で召喚された暴れ牛「アンコクウシ」（アンコ食う牛）から助けられたことを切っ掛けに、ナッツへ憧れを抱く。正規の神学を学んでいないのに治癒魔法が使えるユーシスを、ナッツを巡るライバルとの意識もあって敵視する。
必死に隠しているが実家は盗賊ギルドで、父親のウィローはギルドマスターであり、後継者にと望む父への反発で神官を目指していた。しかしナッツが仲間と別れて修行の旅へ出ることになった時、代えの利かない存在・盗賊として従者になることを決意する。
アッシュ
勇者志望の青年。気まぐれなターフエッジ国王によって、自分は放り出されたのにナッツが勇者として認定されたため、ナッツをライバル視しつつ、魔術師のアイボリーとエルフのピエールと共に地道な冒険を続けている。「勇者」という肩書きに拘りが強すぎるため空回りしがち。
鈴々
商人魔女。「お金の精霊が幸せになるように」活動していると主張するが、要は非常にがめつく、人間相手でも魔族相手でも容赦の無い商売をする。ナッツの眼鏡はかつて鈴々が売り付けたもの。
レッド
100年前に魔王を封印した、先代の勇者。その時の契約により、次代の物語に直接介入できない幽霊の様な存在となってしまい、死ぬ事も出来ずただの観察者として生き続けている。勇者としての経験に基きナッツを育てる際に何事も“約束出来ない”を信条として教え込んだ張本人でもある。かつてセツナにだけ“ここに帰って来る”約束をしてしまった事は心残りの一つではあるが、勇者としては彼女に感知して貰えないので、セツナとガンプの仲の進展具合を陰ながら見守っている。
メイ＝シルバー
勇者志望の女の子。空腹で生き倒れていたところをユーシスに助けられ、以後「魔王屋」に入り浸りアルバイト店員として手伝っている。やる気と元気は人一倍だが、実力は勇者どころか初心の冒険者にすらほど遠い。初めての冒険で出会った魔王（実はユーシス）に未熟さを手厳しく糾弾されたため、その「魔王」を見返してやろうと訓練を重ねる。
キャラクターデザインは「だんじょん商店会」のアスカが元になっている。
フランチェスカ
第3等第3位聖堂騎士の少女。生真面目な性格で融通が利かないが、時々抜けている。純真無垢なメイと気が合う。アンデッドは恐れないが、実体の無い幽霊の類はただの怪談でも苦手。
プラチナ＝ゴージャスブレイブ
勇者トーナメントの常連スター勇者であるゴールデン＝ゴージャスブレイブの娘で、自身もアイドル勇者。本当は傀儡使い（パペットマスター）で、実力もそれなりという程度だが、実力以上のファン人気を得ている。父とトーナメントで判定まで争った勇者ナッツをライバル視しているものの、ターフエッジに既にナッツは居なかったため、ナッツの従者だった神官ユーシスに鉾先を向けた。

### 魔軍
アルマダ
魔軍の若き女将校。かつて99人の勇者を倒しており、「勇者百人殺し」の異名を持つが、100人目として選んだレッドに敗れ20年間眠っていたため、当時の魔王と勇者の戦いに参加できなかった。現在は勇者討伐隊の隊長だが、本物の勇者など何十年も出現していないため実際には閑職に左遷された身であり、「勇者屋」に下宿して倒すべき勇者を探している。
面倒見が良いため部下からは慕われており、特にエリザベス、アーノルド、ヘイワードという3人のリザード兵とは、十鬼隊長だった頃に卵から育てて以来の付き合いが続いている。転送系の魔法と相性が悪く、ランダムワープでは大抵碌でもない場所に飛ばされてしまう。
ウォーダイク
ゴーレムの研究に全精力を注いでいる暗黒魔導士。人間ながら魔軍の魔導研究所に属し、魔軍の予算でゴーレムを開発しているが、帰属意識は薄く勝手に鈴々に売り飛ばして研究費の足しにしたりしている。
ネリー
ウォーダイクが作ったメイドゴーレム。不器用で失敗ばかりしている。食材や調味料を盛大に取り違えた料理を作って以来、「勇者屋」の厨房に立たせてもらえない。デスバレイから熱烈な好意を向けられている。
ライザ
ウォーダイクが作ったメイドゴーレム。容姿はネリーとそっくりだが、無表情でそつ無く仕事をこなす。
アルタイル
魔軍四天王の1人「剣の長」。全軍戦力を統括している。プライベートでは乾物屋の店員をしており、真面目な働きぶりから店主に気に入られ、娘との縁談を持ち掛けられている。
ベガ
魔軍四天王の1人「盾の長」。支配迷宮を管理している。
ポーラ
魔軍四天王の1人「物見の長」にして「闇の巫女」。「死者の書」と契約したユーシスに付き従う。
キグナス
魔軍四天王の1人「語りの長」。記録を管理している。プライベートでは吟遊詩人として出歩いており、ターフエッジ国王にも気に入られ王城へ出入り自由である。
ノギス
魔軍四天王の5人目「金庫の長」。鳥頭の魔族。魔軍が戦力的な意味だけでなく金銭的にも衰退している事に危機感を抱いており、全軍へ口うるさく財政緊縮を指示していたが、他の四天王もウォーダイクも耳を貸さなかったため、結局大本営を置いていた拠点を立ち退かされることになる。
アーケン
数多くいるであろう魔王候補で、現在最強のレベル99魔王。「闇の巫女」アウロラと2人で、ユーシス率いる魔軍とは比較にならないほどの「罪」を重ねている。但しその内容は基本的にアウロラを喜ばせるための物で実質的な損害は殆ど出ていないという、ある意味魔王としては不完全な存在でもある。
キャラクターデザインは「だんじょん商店会」のアイオンが元になっている。
アウロラ
アーケンに付き従う「闇の巫女」。アーケンの魔王としての原動力。本人としては真面目に魔王に仕えているのだが世間から観れば彼女の存在自体がアーケンの安全弁であるという特異な存在。アーケンと共に「罪」を重ねてはいるが基本的には無害に等しいので二人とも放っておかれている。

## 作品一覧
旧版
すべてワニブックス GUM COMICS。
- マンションズ&ドラゴンズ 1 ISBN 4-8470-3346-9
- マンションズ&ドラゴンズ 2 ISBN 4-8470-3379-5
- マンションズ&ドラゴンズ 3 ISBN 4-8470-3415-5
- マンションズ&ドラゴンズ 4 ISBN 4-8470-3412-0
- マンションズ&ドラゴンズ 5 ISBN 4-8470-3436-8
- マンションズ&ドラゴンズ 6 ISBN 4-8470-3447-3
- ダークローダーズ 魔王のおしごと 1 ISBN 4-8470-3474-0
- ダークローダーズ 魔王のおしごと 2 ISBN 4-8470-3489-9
- ダークローダーズ 魔王のおしごと 3 ISBN 4-8470-3512-7
- ダークローダーズ 魔王のおしごと 4 ISBN 4-8470-3542-9
- ダークローダーズ 魔王のおしごと 5 ISBN 4-8470-3572-0

新装版
すべてワニブックス GUM COMICS Plus。
- マンションズ&ドラゴンズ 1 ISBN 4-8470-3555-0
- マンションズ&ドラゴンズ 2 ISBN 4-8470-3556-9
- マンションズ&ドラゴンズ 3 ISBN 4-8470-3557-7
- マンションズ&ドラゴンズ 4 ISBN 4-8470-3562-3
- マンションズ&ドラゴンズ 5 ISBN 4-8470-3563-1

関連作品
- ハーヴェスト出版「コトノハ通信 マンションズ&ドラゴンズ&ダークローダーズノベル」 ISBN 978-4-434-14335-9
  - 外伝・番外編的な短編小説・漫画、欄外ゲームブック、「マンションズ&ドラゴンズRPG」のルールやキャラクターシートなどを収録している。